# Шидозеро (озеро, Холмогорский район)
Шидозеро (Шидозерское) — это озеро на юге Холмогорского района Архангельской области, принадлежит к бассейну Северной Двины. Располагается на высоте 11 м над уровнем моря.

## География
Озеро Шидозерское расположено близ деревни Заболотье Холмогорского района Архангельской области. У озера расположена деревня Шидозеро. Вода в Шидозере довольно холодная (прогревается до 20 градусов лишь во второй половине Июля), так как на дне озера находится несколько родников с холодной водой. В озере водятся щука, лещ, окунь, сорога, уклейка и др. рыбы. Шидозеро находится в 2 км от Северной Двины, поэтому во время половодья на Северной Двине Шидозерское озеро соединяется с ней и заметно подтопляет деревню Шидозеро. На озере можно выделить залив Креницы, заметно вдающийся в расположенный рядом луг.

## Происхождение озера
Шидозеро образовалось вследствие изменения русла у реки Северная Двина. Если раньше русло реки проходило на 2 км западнее, чем сейчас (берег находился у деревни Шидозеро), то теперь, когда Северная Двина поменяла русло, на месте прежнего осталось несколько небольших озёр. Шидозерское озеро является самым большим озером среди них.